# ساکورا (سیگار)
ساکورا (به انگلیسی: Sakura) یک برند سیگار ایجاد شده در ژاپن است؛ که توسط تنباکوی ژاپن تولید می‌شده است. مالک فعلی این برند تنباکوی ژاپن است. این برند در سال ۱ فوریه ۲۰۰۵ پایه‌گذاری گردید.
تولید سیگارهای این برند از سال ۲۰۱۱ متوقف شده‌است.